# Cislago
Cislago é uma comuna italiana da região da Lombardia, província de Varese, com cerca de 9.097 habitantes. Estende-se por uma área de 10 km², tendo uma densidade populacional de 909 hab/km². Faz fronteira com Gerenzano, Gorla Minore, Limido Comasco (CO), Mozzate (CO), Rescaldina (MI), Turate (CO).

## Demografia
| Variação demográfica do município entre 1861 e 2011                               |
|                                                                                   |
| Fonte: Istituto Nazionale di Statistica (ISTAT) - Elaboração gráfica da Wikipedia |